# Jüdischer Friedhof Friedland

Jüdischer Friedhof Friedland 1880/1900 (Mitte unten über F)

Der Jüdische Friedhof Friedland ist ein jüdischer Friedhof in der Stadt Friedland im Landkreis Mecklenburgische Seenplatte in Mecklenburg-Vorpommern. Er gilt als Kulturdenkmal.

## Beschreibung
Der Friedhof liegt unmittelbar neben dem städtischen Friedhof. Auf ihm sind 16 Grabsteine erhalten.
Bis zum Ende des 19. Jahrhunderts gab es einen älteren jüdischen Friedhof in Friedland (Ort unbekannt), der Anfang des 20. Jahrhunderts eingeebnet und mit Wohnhäusern überbaut wurde.
Der 1904 gegründete jüdische Friedhof befindet sich in der Pasewalker Straße, im südlichen Teil des städtischen Friedhofs gegenüber dem Haupteingang.
Die quadratische, separat abgegrenzte Anlage umfasst etwa 500 m² und ist nur über den städtischen Friedhof zu erreichen. Den Eingang zur Anlage bildet ein einfaches, zweiflügliges, verzinktes Gittertor, das nicht verschlossen ist. Diesem gegenüber im Süden befindet sich ein altes zweiflügliges schmiedeeisernes Tor mit gemauerten Pfeilern aus Ziegelstein. Das Tor befindet sich in einem schlechten Zustand.
Eingefriedet ist die Anlage mit einem ca. 1,5 m hohen Maschendrahtzaun mit einer grünen Kunststoffummantlung, im Süden grenzt die Anlage an die 1,8 m hohe städtische Friedhofseinfriedung ebenfalls aus einem grünen Maschengitterzaun.
Zwischen den beiden Toren verläuft ein ca. 2 m breiter, einfacher, unbefestigter Weg, der die Anlage teilt. Das gesamte Areal ist als Wiesenfläche angelegt. Die Anlage wird von mehreren Linden-Baumreihen gerahmt, die über die Anlage hinaus auf den städtischen Friedhof weitergeführt ist. Die südliche und westliche Baumreihe weisen einige Ausfälle auf. Innerhalb der Anlage steht eine einzelne Birke.
Jüdische Friedhöfe wurden in den amtlichen Karten als Begräbnisplatz bezeichnet und mit einem L statt einem † signiert. Meistens wurden sie weiter außerhalb der Städte oder Gemeinden angelegt, überwiegend an den Scheunenvierteln oder ähnlichen abgelegenen Orten. Hier wurde ausnahmsweise eine Anlage neben dem städtischen Friedhof genehmigt, wenn auch abgetrennt hinter dessen Anlage.

## Geschichte
Der Friedhof wurde vermutlich Mitte des 19. Jahrhunderts angelegt. Das heute noch sichtbare Zeichen einer vergangenen jüdischen Gemeinde ist auch in Friedland ein jüdischer Friedhof, der sich an den städtischen anschließt. Von 1822 bis 1929 sind dort Bestattungen nachweisbar. Auf ihm fanden bis 1935 nur 22 Beisetzungen statt. Die Friedhofsfläche umfasst ca. 10 ar.
Auf dem Friedhof sind noch 16 Grabsteine sowie zahlreiche Grabeinfassungen und Scheinsarkophage erhalten. Die meisten Grabsteine stammen aus den Jahren 1900–1929 und sind gut erhalten, sie tragen nur deutsche Inschriften. Die sieben älteren Grabsteine, jene aus Sandstein, stammen aus dem Ende des 19. Jahrhunderts und weisen Spuren von Beschädigungen und Verwitterungen auf. Sie tragen auf der Vorderseite, die nach Osten zeigenden Seite hebräische und auf der Rückseite deutsche Inschriften. Die Grabeinfassungen sind teilweise beschädigt und stark vermoost. Die letzte Beisetzung fand 1929 statt. Während der NS-Zeit wurde der Friedhof nicht geschändet. Der mit Zerstörung beauftragte Gärtner legte nur die Grabsteine um, so dass sie nach Kriegsende unversehrt wieder aufgestellt werden konnten.
1962 richtete die Jüdische Landesgemeinde Mecklenburg den Friedhof wieder her. Heute pflegt die Stadt Friedland den Friedhof im Auftrag der Jüdischen Gemeinde Rostock. Der Friedhof befindet sich in einem guten und gepflegten Zustand.
Die Wahl der Einfriedung (Maschendrahtzaun) wird dem Ort nicht gerecht und kann nur eine vorläufige Lösung sein. Man könnte die Anlage mit einer Ziegelsteinmauer bzw. mit einer Hecke umgeben, um den Blick auf den in unmittelbarer Nähe liegenden Komposthaufen zu verdecken und dem Ort einen würdigen Rahmen zu geben. Weiterhin müsste die alte Toranlage restauriert werden und als separater, repräsentativer Eingang zum jüdischen Friedhof genutzt werden.